# رادویواتس
رادویواتس (به صربی: Radujevac) یک منطقهٔ مسکونی در صربستان است که در نگوتین واقع شده‌است. رادویواتس ۱٬۵۴۰ نفر جمعیت دارد.